# Christelle Hureau-Sabater
Pour les articles homonymes, voir Hureau et Sabater.
Christelle Hureau-Sabater, née le 27 août 1976, est une chimiste française spécialiste de la chimie bioinorganique. Elle dirige ses recherches au Laboratoire de chimie de coordination de l'Université Toulouse-III-Paul-Sabatier. En 2024, elle reçoit la médaille d'argent du CNRS.

## Biographie
Christelle Hureau-Sabater obtient son master of Science en 2000 à l'École polytechnique. La même année, elle obtient un diplôme de chimie physique moléculaire à l'Université Paris-Sud. En 2003, elle soutient sa thèse de doctorat en chimie de coordination dans la même université. Elle effectue 3 stages postdoctoraux puis entre au CNRS en 2007, où elle travaille au sein du Laboratoire de Chimie de Coordination. En 2012 à l'Université Toulouse-III-Paul-Sabatier, elle soutient son habilitation à diriger des recherches.
Christelle Hureau-Sabater travaille sur l'hypothèse amyloïde. Ses travaux ont démontré l'importance des ions cuivre et zinc dans les processus de stress oxydant et d'autoassemblage du peptide Bêta-amyloïde liés à la maladie d'Alzheimer et à d'autres maladies neuro-évolutives. Ils visent à développer des traitements pour capter notamment les ions cuivre et empêcher la formation de la plaque amyloïde,,.

## Distinctions et récompenses
- 2024 : médaille d'argent du CNRS[3]
- 2022 : Prix de la Fédération Gay Lussac - Académie des sciences pour la chimie au cœur des enjeux de la société[3]
- 2014 : Bourse starting grant du conseil européen de la recherche pour son projet de recherche Alzheimer's disease and Zinc: the missing link ?(aLzINK)[5]
- 2013 : prix Junior de la division de chimie de coordination de la Société chimique de France[6]
- 2012 : médaille de bronze du CNRS[4]